# Lista de estações de rádio da Coreia do Norte
 A lista de estações de rádio da Coreia do Norte lista todas as estações de rádio nacionais e regionais que atuam na Coreia do Norte .
O rádio é o meio de transmissão mais comumente usado na Coreia do Norte. As emissoras do país são ligadas ao governo popular e transmitem, ao longo do dia, programas relacionados a música, cultura, notícias nacionais e internacionais, novelas, etc. Alguns dos transmissores transmitem programas regionais à tarde, mas geralmente transmitem o programa central de Pyongyang.
Existem cinco redes de rádio norte-coreanas:
- Estação Central de Radiodifusão Coreana : a principal rede doméstica de rádio de serviço completo, transmitida principalmente em ondas médias com alguns transmissores FM e ondas curtas
- Estação de transmissão FM de Pyongyang: somente FM, rede de música nacional
- Estação de transmissão de Pyongyang: um serviço para toda a região da Coreia, destinado também a sul-coreanos e coreanos étnicos na China, transmitido em ondas médias e amplamente disponível em FM e ondas curtas
- Eco da Unificação / Voz Tongil: Estação "porta-voz" do governo popular, transmitida para a Coreia do Sul, frequências de ondas curtas e FM próximas à DMZ, a fim de promover e fomentar o desejo pela unificação da península entre os sul-coreanos.
- Voz da Coreia, uma emissora multilíngue de ondas curtas voltada para públicos de todo o mundo, também disponível em ondas médias na área de Pyongyang
- Bloqueio de ruído: Sistema que bloqueia transmissões sul-coreanas, para evitar que sejam disseminadas propagandas contrarrevolucionárias no país.

Muitas transmissões de rádio na Coreia Popular (Coreia do Norte) apresentam sinal inativo ou irregular, especialmente devido a racionamentos de energia. Isso ocorre, principalmente, por causa da escassez de recursos energéticos no país e dos embargos e sanções impostos à nação socialista.

## Estação Central de Radiodifusão Coreana

### Onda Média
- 702 kHz, Chongjin (50 kW) (compartilhado com PBS durante programas especiais, quando Voz da Coreia está em 621)
- 720 kHz, Kanggye (500 kW) (compartilhado com PBS durante a noite)
- 765 kHz, Hyesan (50 kW) (inativo)
- 810 kHz, Kaesong (50 kW) (compartilhado com PBS durante a noite)
- 819 kHz, Pyongyang (500 kW)
- 873 kHz, Sinuiju (250 kW) (compartilhado com PBS durante a noite)
- 882 kHz, Wonsan (250 kW) (irregular)
- 927 kHz, Sariwon (50 kW) (irregular)
- 999 kHz, Hamhung (250 kW) (irregular)
- 1080 kHz, Haeju (1500 kW) (inativo)

### Ondas curtas
- 2350 kHz, Sariwon (5 kW) (inativo)
- 2850 kHz, Pyongyang (50 kW) (inativo em maio de 2020)
- 3205 kHz, Pyongyang (100 kW) (testes DRM)
- 3220 kHz, Hamhung (5 kW) (modulação ruim, compartilhada com PBS durante a noite)
- 3250 kHz, Pyongyang (100 kW)
- 3920 kHz, Hyesan (5 kW) (irregular)
- 3959 kHz, Kanggye (5 kW) (irregular)
- 3978 kHz, Chongjin (5 kW)
- 3985 kHz, Chongjin (10 kW) (irregular)
- 6100 kHz, Kanggye (250 kW)
- 6140 kHz, Pyongyang (250 kW) (testes DRM)
- 9665 kHz, Kanggye (50 kW)
- 11680 kHz, Kanggye (50 kW)

### FM
- 93,8 MHz, Pyongyang (50 kW)
- 102,3 MHz, Kaesong (5 kW)

## Estação de transmissão de Pyongyang

### Onda média
- 621 kHz, Chongjin (500 kW) (Compartilhado com o serviço japonês da Voz da Coreia)
- 657 kHz, Pyongyang (1.500 kW)
- 801 kHz, Kimchaek (500 kW) (deriva)
- 855 kHz, Sangwon (1000 kW)
- 1053 kHz, Haeju (1000 kW) (inativo)

### Ondas Curtas
- 3320 kHz, Pyongyang (50 kW)
- 4557 kHz, Pyongyang (50 kW)
- 6160 kHz, Kanggye (50 kW) (às vezes irregular devido a cortes de energia, substitui 6.400 kHz desde 2021)

### FM
- 91,1 MHz, Kangson (0,19 kW)
- 96,7 MHz, Pyongyang (50 kW)
- 98,5 MHz, Pyongyang (50 kW)
- 104,5 MHz, Pyongsong (2 kW)
- 103,5 MHz, Pyongyang (50 kW)
- 106,5 MHz, Pyongyang (50 kW)
- 92,9 MHz, Wonsan (5 kW)

## Eco da Unificação
| Frequência | Localização | Força do transmissor |
| ---------- | ----------- | -------------------- |
| FM         |             |                      |
| 89,4 MHz   | Pyongyang   | 100 kW               |
| 97,0 MHz   | Chowon      | 100 kW               |
| 97,8 MHz   | Haeju       | 100 kW               |
| SW         |             |                      |
| 3945 kHz   | Pyongyang   | 100 kW               |
| 3970 kHz   | Chongjin    | 5 kW                 |
| 5905 kHz   | Pyongyang   | 100 kW               |

## Voz da Coreia

### Onda média
- 621 kHz, Chongjin (500 kW)
- 1368 kHz, Pyongyang (irregular)

### Ondas Curtas
- 3560 kHz, Kujang (15 kW) (testes DRM, compartilhados com KCBS e PBS, irregulares)
- 6070 kHz, Kanggye (250 kW)
- 6170 kHz, Kujang (200 kW) (durante o inverno)
- 6185 kHz, Kujang (200 kW)
- 7210 kHz, Kujang (200 kW)
- 7220 kHz, Kujang (200 kW)
- 7235 kHz, Kujang (200 kW)
- 7570 kHz, Kujang (200 kW) (durante o inverno)
- 7580 kHz, Kujang (200 kW)
- 9425 kHz, Kujang (200 kW)
- 9435 kHz, Kujang (200 kW)
- 9445 kHz, Kujang (200 kW)
- 9650 kHz, Kujang (200 kW)
- 9730 kHz, Kujang (200 kW)
- 9850 kHz, Kujang (200 kW)
- 9875 kHz, Kujang (200 kW)
- 9890 kHz, Kujang (200 kW)
- 11635 kHz, Kujang (200 kW)
- 11645 kHz, Kujang (200 kW)
- 11710 kHz, Kujang (200 kW)
- 11735 kHz, Kujang (200 kW)
- 11865 kHz, Kujang (200 kW)
- 11910 kHz, Kujang (200 kW)
- 12015 kHz, Kujang (200 kW)
- 13650 kHz, Kujang (200 kW)
- 13760 kHz, Kujang (200 kW)
- 15105 kHz, Kujang (200 kW)
- 15180 kHz, Kujang (200 kW)
- 15245 kHz, Kujang (200 kW)

## Bloqueador de ruído
Ruído forte, alguns semelhantes ao barulho de um helicóptero, outros "bipes" ou "tons de assobio".
O barulho às vezes pode ser ouvido na transmissão da Voz da Coreia.
O tom oscilante em 4450 kHz geralmente está no KCBS Sinuiju em 873 kHz.
Atua, especialmente, na "zona silenciosa" (uma área geográfica na fronteira entre os dois Estados coreanos, onde a interferência de rádio é usada para bloquear ou distorcer transmissões de rádio estrangeiras, em particular, aquelas provenientes da Coreia do Sul).
A "zona silenciosa" é uma estratégia norte-coreana para se defender a guerra psicológica promovida pelo governo sul-coreano, que envolve tentativas de minar a moral e a confiança do lado oposto, bem como influenciar a população e as tropas, através de alto-falantes na fronteira, envio de panfletos por meio de balões e, principalmente, utilizando as ondas de rádio.
Vale ressaltar que o norte também pratica algumas dessas táticas psicológicas para conquistar apoio entre os sul-coreanos.

### Ondas Curtas
- 3480 kHz, Wonsan (bipe, tom de assobio)
- 3910 kHz, Kujang (200 kW)
- 3910 kHz, localização desconhecida (bip, para preencher "zona silenciosa")
- 3930 kHz, Kujang (200 kW)
- 3930 kHz, localização desconhecida (bip, para preencher "zona silenciosa")
- 3985 kHz, Kujang (200 kW)
- 3985 kHz, localização desconhecida (tom de assobio, para preencher "zona silenciosa")
- 4450 kHz, Sinuiju (portadora oscilante, para preencher a "zona silenciosa")
- 4450 kHz, Kujang (200 kW)
- 4885 kHz, Kujang (200 kW)
- 5920 kHz, localização desconhecida (bipes)
- 5995 kHz, Kujang (200 kW)
- 6015 kHz, Kujang (200 kW)
- 6015 kHz, localização desconhecida (bipe, para preencher a "zona silenciosa")
- 6.048 kHz, Kujang (200 kW)
- 6250 kHz, Kujang (200 kW)
- 6350 kHz, Kujang (200 kW)
- 6520 kHz, Kujang (200 kW)
- 6520 kHz, localização desconhecida (bipe, para preencher a "zona silenciosa")
- 6600 kHz, Kujang (200 kW)
- 6600 kHz, localização desconhecida (bip, para preencher "zona silenciosa")
- 7275 kHz, Kanggye
- 7355 kHz, Haeju
- 9100 kHz, localização desconhecida (tom de assobio)
- + várias frequências em vários horários e em vários locais, dependendo da programação coreana da estação bloqueada.

### Onda Média
- 558 kHz, área de Haeju
- 603 kHz, área de Haeju
- 639 kHz, área de Kaesong
- 648 kHz, área de Kaesong
- 711 kHz, área de Pyongyang e Kaesong
- 756 kHz, área de Pyongyang
- 792 kHz, área de Haeju
- 819 kHz, área de Pyongyang (assinatura noturna da KCBS)
- 837 kHz, área de Kaesong
- 891 kHz, área de Pyongyang
- 900 kHz, área de Kaesong
- 972 kHz, área de Pyongyang
- 1134 kHz, área de Pyongyang
- 1143 kHz, área de Pyongyang
- 1431 kHz, área de Pyongyang
- 1467 kHz, área de Wonsan
- 1566 kHz, área de Pyongyang

### FM
- 89,1 MHz, Kaesong
- 90,3 MHz, Kaesong
- 91,1 MHz, Kaesong
- 91,5 MHz, Kaesong
- 93,1 MHz, Kaesong
- 93,9 MHz, Kaesong
- 94,5 MHz, Kaesong
- 95,9 MHz, Kaesong
- 96,3 MHz, Kaesong
- 96,7 MHz, Kaesong
- 97,3 MHz, Kaesong
- 98,1 MHz, Kaesong
- 98,7 MHz, Kaesong
- 99,5 MHz, Kaesong
- 101,7 MHz, Haeju
- 103,1 MHz, Kaesong
- 104,5 MHz, Kaesong
- 104,9 MHz, Kaesong
- 105,3 MHz, Kaesong
- 105,7 MHz, Kaesong
- 106,1 MHz, Kaesong
- 106,5 MHz, Kaesong
- 106,9 MHz, Kaesong
- 107,3 MHz, Kaesong
- 107,7 MHz, Kaesong